# Відродження (Балаклійський район)
Відродження — колишнє село в Україні, підпорядковувалося Вишнівській сільській раді Балаклійського району Харківської області.

## Загальні відомості
1977 року у Відродженні проживало 15 людей. Село зняте з обліку 2000 року.
Відродження знаходилося за 1,5 км від села Вишнева, за 1 км пролягає автошлях М 03.

## Принагідно
- Перелік актів, за якими проведені зміни в адміністративно-територіальному устрої України